# برايان فارمر
برايان فارمر (بالإنجليزية: Brian Farmer)‏ (29 يوليو 1933 في المملكة المتحدة - 1 يونيو 2014) هو لاعب كرة قدم بريطاني في مركزي الدفاع والظهير. لعب مع برمنغهام سيتي ونادي بورنموث.

## وصلات خارجية
- برايان فارمر على موقع قاعدة بيانات كرة القدم.إي يو (الإنجليزية)
- برايان فارمر على موقع عالم كرة القدم.نت (الإنجليزية)